# Vincent Harmsen
Vincent Harmsen (1985) is een Nederlandse onderzoeksjournalist die sinds 2021 werkt voor het televisieprogramma Zembla van BNNVARA. Specialisaties daarbij zijn voedsel, milieu en duurzame ontwikkeling.
In zijn Amsterdamse studietijd was hij vrijwilliger lid van de adviesraad Studenten voor Duurzaamheid.
Na een studiejaar Journalistiek in Utrecht studeerde Harmsen Geschiedenis en American Studies in Amsterdam en Berlijn. In 2013 begon hij als journalist bij de Gooi- en Eemlander.
In 2015 ruilde Harmsen zijn werkterrein van de regionale krant in voor in Brussel. Zijn onderzoeksterreinen zijn Europese milieu- en voedselpolitiek en de ontwikkeling naar een duurzame economie. Bij zijn onderzoek naar het vrijhandelsverdrag TTIP bleek hem dat de Europese chemiesector lobbyde bij de trans-Atlantische gesprekken om regels voor hormoonverstorende chemicaliën van tafel te krijgen. Ook zijn vervolgonderzoeken betroffen lobby’s rondom de standaarden op het gebied van milieu en volksgezondheid. Zo schreef hij over dieselgate en de Monsanto Papers. 
Harmsen werkte sindsdien voor Vrij Nederland, Knack, OneWorld en Reporter Radio. Naast MO* en MO.be verscheen zijn werk bij OneWorld, Down to Earth en The Guardian. 
Voor onderzoeksplatform Follow the Money richt hij zich op de industrieën achter vervuilende, ongezonde en mogelijk gevaarlijke producten.

## Erkenning
Voor de Zembla-aflevering Glyfosaat, de goedkeuring van gif werd Harmsen samen met Ton van der Ham onderscheiden met De Loep 2024 in de categorie Controlerend. Aanleiding was een grootschalig internationaal onderzoek met ratten dat een opvallend verband aantoonde tussen kanker en glyfosaat - de werkzame stof van onkruidverdelger Roundup. Desondanks werd het gebruik ervan voor tien jaar toegestaan door de Europese en nationale pesticideautoriteiten.

## Prijs
- De Loep 2024